# تینا ترستنجک
تینا ترستنجک (انگلیسی: Tina Trstenjak؛ زادهٔ ۲۴ اوت ۱۹۹۰) یک جودوکار اهل اسلوونی است.
وی در مسابقات کشوری و بین‌المللی در مجموع برندهٔ ۳ مدال طلا، ۲ مدال نقره، ۲ مدال برنز شده است.